# Powiat odolanowski
Powiat odolanowski – polski powiat istniejący w latach 1919–1932 z siedzibą w Odolanowie. 

## Tło historyczne
Odolanów był od końca XIV wieku siedzibą starostwa niegrodowego w województwie kaliskim. Samodzielny powiat odolanowski utworzono w 1793, po zajęciu w II rozbiorze Polski województwa kaliskiego przez Królestwo Prus i włączeniu go do Prus Południowych. 

## W II RP
Po I wojnie światowej powiat Adelnau wszedł w skład II Rzeczypospolitej jako powiat odolanowski. W skład powiatu wchodziły miasta Odolanów, Sulmierzyce i Raszków.
23 czerwca 1920 do powiatu odolanowskiego włączono część śląskiego powiatu sycowskiego (Groß Wartenberg) z Niemiec:
- gminy jednostkowe: Chojnik (niem. Honig; d. pol. Hojniki), Cieszyn (niem. Tscheschen; d. pol. Cieśnica), Czesławice (niem. Friederikenau; d. pol. Fryderykowo), Dobrzec (niem. Dobrzetz), Hetmanów (niem. Erdmannsberg; d. pol. Śląskie, Ziemowitów), Janisławice (niem. Johannisdorf; d. pol. Jankowice), Jarnostów (niem. Ernsdorf; d. pol. Jarnostaw), Jesiona (niem. Jeschune), Kałkowskie (niem. Kalkowski), Kąty Śląskie (niem. Kennchen), Kocina (niem. Kotzine; d. pol. Kociny), Konradów (niem. Konradau), Kotowskie (niem. Kottowski), Kuźnica Kącka (niem. Kenchenhammer; d. pol. Kuźnica), Laski (niem. Laski), Łachów (niem. Latzenowe; d. pol. Lacenów[2], Łacnów), Łomy[3] (niem. Lomy), Mariak (niem. Mariendorf), Możdżanów (niem. Modzenowe; d. pol. Modzanów), Pawłów (niem. Pawelau), Piła (niem. Brettmühle; d. pol. Tartak), Sobki (niem. Sobke), Sośnie (niem. Suschen; d. pol. Susznia) z Surminem (niem. Surmin), Starza (niem. Starsen), Szklarka Śląska (niem. Neuhütte; d. pol. Szklarka) i Żabnik (niem. Zabnikteich).
- obszary dworskie: Bronisławka (niem. Bismarkwald), Cieszyn (niem. Tscheschen; d. pol. Cieśnica), Kałkowskie (niem. Kalkowski), Kocina (niem. Kotzine; d. pol. Kociny), Konradów (niem. Konradau), Mariak (niem. Mariendorf), Niwki Książęce (niem. Fürstlich Niefken), Sośnie (niem. Suschen; d. pol. Susznia) i Szklarka Śląska (niem. Neuhütte; d. pol. Szklarka).

1 kwietnia 1932 powiat odolanowski włączono do powiatu ostrowskiego.